# Christian Rosenau
Christian Rosenau (* 11. Februar 1980 in Weimar) ist ein deutscher Lyriker und Musiker.

## Leben

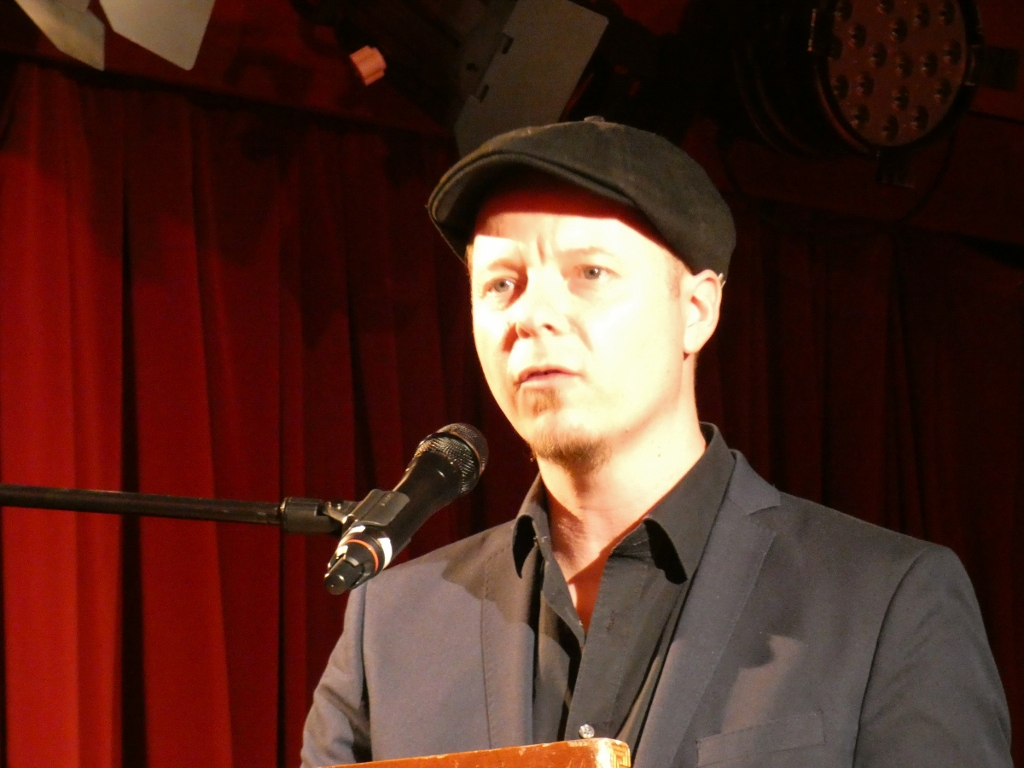
Christian Rosenau bei der Verleihung des Literaturpreises der A und A Kulturstiftung 2024

Christian Rosenau arbeitet als freischaffender Musiker und Musikpädagoge in Coburg. Er hat an der Hochschule für Musik Franz Liszt in Weimar Klassische Gitarre bei Monika Rost studiert. Durch Vermittlung von Alena Fürnberg, die an der Hochschule Sprecherziehung lehrte, erhielt er Zugang zu Wulf Kirsten, der ihm Mentor und Förderer wurde.
Seit 2005 hat Rosenau mehrere Gedichtbände veröffentlicht, einige davon als Langgedichte mit mehrstimmiger Textführung in parallel verlaufenden Kolumnen. Kürzere Texte sind in Literaturzeitschriften und Anthologien erschienen, u. a. im Jahrbuch der Lyrik, Akzente und Sinn und Form.
Für seine literarischen Arbeiten ist Rosenau mit verschiedenen Preisen und Autorenstipendien ausgezeichnet worden. So wurde ihm 2024 für sein lyrisches Werk, das „sich durch eine originelle lyrische Handschrift, einen sorgfältigen Umgang mit Sprache und ein unaufdringliches, durch Präzision gekennzeichnetes Formbewusstsein aus[zeichnet]“, der Literaturpreis der A und A Kulturstiftung verliehen.

Als Musiker hat Rosenau unter anderem an der Einspielung von Songs der Metal-Band Die Apokalyptischen Reiter mitgewirkt. Er ist Gründer der Progressive-Rock-Band Revolutions Per Minute. Das Musiklabel Timezone Records veröffentlichte 2024 das Album Makramee, für das Rosenau eigene Gitarren-Kompositionen in Fingerstyle-Technik eingespielt hat.

## Werke
- die Initialen der Vögel. Hrsg. von der Literarischen Gesellschaft Thüringen. Weimar 2005, ISBN 3-936305-07-2.
- Café. Verlag Ulrich Keicher, Warmbronn 2007, ISBN 978-3-938743-42-3.
- Winterfurchen. Verlag Ulrich Keicher, Warmbronn 2009, ISBN 978-3-938743-73-7.
- im Zweifel nach Haus. Gedichte. (Edition Muschelkalk, Band 38) Wartburg Verlag, Weimar 2012, ISBN 978-3-86160-338-2.
- Nadelstich & Schlangensprache. Gedichte mit sechs Zeichnungen von Ulrike Theusner. Hrsg., gestaltet und mit einem Nachwort versehen von Jens-Fietje Dwars. Edition Ornament im quartus-Verlag, Bucha bei Jena 2018, ISBN 978-3-943768-88-6.
- Glocken/Helme. Hrsg. von Sebastian Schopplich. [Privatdruck für den Arbeitskreis Kunst und Kultur Kloster Mildenfurth], Kloster Mildenfurth 2022.
- Satzanfang im Salzaufgang. In: Unterwegs mit Wulf Kirsten. Eine Freundesgabe. Hrsg. von Wolfgang Haak, Michael Knoche und Christoph Schmitz-Scholemann. Elsinor, Coesfeld 2023, ISBN 978-3-939483-74-8, S. 118–122.
- Im Widerklang. Dankrede zum Literaturpreis der A und A Kulturstiftung. In: Sinn und Form 2025, Heft 2, S. 280–283.

## Diskografie
- 2024: Makramee (Timezone Records)

## Musik zu Texten Rosenaus
- Falk Zenker: Miniaturen. 11 Augenblicksstimmungen für Gitarre solo. Mit Gedichten von Christian Rosenau. Edition Margaux, Berlin, 2018 (Einspielung).

## Auszeichnungen
- 2005 und 2006 Preise des Jungen Literaturforums Hessen-Thüringen
- 2007 Autorenstipendium des Landes Thüringen
- 2009 Hermann-Lenz-Stipendium
- 2010 Nachwuchspreis des Joachim-Ringelnatz-Preises für Lyrik
- 2010 Preis der Jury beim Lyrikpreis Meran
- 2011 Thüringer Literaturstipendium Harald Gerlach
- 2014 Stipendium der Kulturstiftung des Freistaats Thüringen
- 2015 Adalbert Stifter Stipendium des Adalbert-Stifter-Vereins
- 2024 Literaturpreis der A und A Kulturstiftung